# Laurence Waddell
Le lieutenant-colonel Laurence Austine Waddell (né le 29 mai 1854 à Cumbernauld, Dumbartonshire en Écosse,-1938) est un explorateur écossais britannique, professeur de tibétain, professeur de chimie et de pathologie, chirurgien de l'armée britannique, collectionneur au Tibet, archéologue amateur, docteur en droit, et auteur. Waddell était aussi un philologue et un linguiste, après avoir étudié le sumérien et le sanskrit, il a fait plusieurs traductions de sceaux et d'autres inscriptions. 
Sa réputation de sumérologue n'a gagné aucune reconnaissance et ses travaux sur l'histoire de la civilisation ont suscité la controverse. 
Il a accompagné l'expédition militaire britannique au Tibet de 1903 à 1904. Il eut une conversation avec Lobsang Gyaltsen au cours de laquelle le ganden tripa, alors régent du Tibet, sachant qu'il écrit un ouvrage sur le bouddhisme lui demande s'il est bouddhiste. Waddell lui répond qu'il ne l'est pas, mais qu'il est de religion chrétienne, où il voit des similitudes. Le régent du Tibet pense que les Britanniques n'ont pas de religion, étant donné le nombre de Tibétains qu'ils ont tué. Waddell met cette conclusion en relation avec l'expédition militaire britannique.  
Selon le militant indépendantiste tibétain Jamyang Norbu, Laurence Waddell a cherché à justifier cette entreprise impérialiste violente en diabolisant la société et les institutions du Tibet. 

## Publications
- « Lhasa and Its Mysteries - With a Record of the British Tibetan Expedition of 1903-1904 »(Archive.org • Wikiwix • Archive.is • Google • Que faire ?)